# Marketing global
A Oxford University Press (Oxford University Press’ Glossary of Marketing Terms) define marketing global como “marketing a uma escala global que reconcilia e tira partido das diferenças operacionais, semelhanças e oportunidades, a nível mundial, tendo em vista alcançar objetivos comuns .” 

## Concorrência global
Nos Estados Unidos, uma das categorias de produtos em que a concorrência global tem sido fácil de ser controlada é a venda de automóveis. A concorrência crescente nos mercados globais é um desafio para as empresas, em todas as fases de envolvimento nos mercados internacionais. À medida que os mercados se abrem e se integram, o ritmo das mudanças acelera, a tecnologia diminui a distância entre mercados e reduz as vantagens de escala das grandes empresas multinacionais, surgem novos concorrentes, e instalam-se nas organizações pressões competitivas a todos os níveis. Além disso, está aumentando a ameaça de concorrência de empresas em países como a Índia, a China, a Malásia, e o Brasil, à medida que os seus mercados internos se abrem ao comércio exterior, estimulando a consciência crescente das oportunidades do mercado internacional e a necessidade de competir internacionalmente. As empresas que no passado se focaram nos seus mercados internos estão agora a entrar em mercados de outros países, originado novas fontes de concorrência, muitas vezes orientadas para segmentos de mercado sensíveis ao preço. Não só a concorrência em todas as empresas aumenta, independentemente do seu grau de envolvimento no mercados internacionais, como a base da concorrência está mudando. A concorrência continua a basear-se no mercado e em última análise procura trazer aos consumidores valor acrescentado. Contudo, o sucesso nos mercados globais depende da acumulação de conhecimento e da sua implementação.

## Evolução para o marketing global
O marketing global não é uma mudança revolucionária, é um processo evolutivo. 
O marketing interno não se aplica a todas as organizações, mas aplica-se à maior parte das empresas que começam por atuar apenas no mercado interno.

### Marketing local
O marketing restrito às fronteiras políticas de um país, denomina-se “Marketing Local”. O marketing de uma empresa que atue apenas a nível nacional só precisa levar em conta a concorrência interna. Mesmo que essa concorrência inclua empresas de mercados externos, continua a ter que considerar a concorrência do mercado interno. Os produtos e os serviços são desenvolvidos para clientes no mercado doméstico, sem levar em conta como que esses produtos ou serviços podem ser utilizados em outros mercados. Todas as decisões de marketing são tomadas nas sedes das empresas.

### Marketing global
Se os departamentos de exportação estão sendo bem sucedidos, mas os custos de realizar o negócio a partir das sedes, as diferenças horárias, as barreiras linguísticas e a ignorância cultural, dificultam a competitividade das empresas no mercado estrangeiro, abrir escritórios nos países estrangeiros pode ser a solução. 
Ás vezes, as empresas compram firmas nos países estrangeiros para tirar partido das relações, lojas, fábricas e equipes de trabalho, já constituídas. Estes escritórios continuam a reportar às sedes, no mercado interno, mas a maioria das decisões de marketing mix são tomadas individualmente em cada país, onde o pessoal interno tem mais conhecimento sobre os mercados-alvo. O desenvolvimento local dos produtos baseia-se nas necessidades dos consumidores locais. Estes técnicos de marketing são considerados policêntricos, pois reconhecem que cada mercado/país tem diferentes necessidades, as quais se denominam "variáveis de negociação".

## Especialização em marketing global
O marketing global é uma área de estudo no MBA (Master of Business Administration). No que respeita a estratégias globais de marketing, a Internet desempenha um papel essencial como a arma de negócio mais poderosa no mundo empresarial, atualmente globalizado.

## Compostos do marketing mix global
Os «Quatro P’s» do marketing: product (produto), price (preço), placement (distribuição), e promotion (promoção) são todos afetados, à medida que uma empresa se transforma, através das quatro fases evolutivas, até se tornar uma empresa global. Afinal, ao nível do marketing global, uma empresa que tenta falar a uma só voz enfrenta muitos desafios ao criar um plano de marketing mundial. A menos que a empresa mantenha a mesma posição em relação à concorrência em todos os mercados (líder de mercado, baixo custo, etc.), é impossível lançar planos de marketing idênticos, em todo o mundo (Nisant Chakram, Gestão de Marketing).

### Produto
Uma empresa global é aquela que cria um produto único e só tem de o adaptar aos diferentes mercados. A Coca-cola, por exemplo, utiliza duas fórmulas para todos os mercados (uma com açúcar, outra com xarope). Em todos os países, a embalagem do produto inclui o design da garrafa e um rótulo dinâmico com um feitio ou forma atrativos. No entanto a garrafa ou lata de bebida pode também incluir a língua do país nativo e o tamanho pode ser adaptado ao tamanho utilizado no país.

### Preço
O preço varia sempre consoante o mercado e é afetado por muitas variáveis: custo de desenvolvimento do produto (produzido localmente ou importado), custo dos ingredientes, custo da entrega (transporte, tarifas, etc.), entre muitas outras. Além disso, a posição do produto em relação à concorrência influencia a margem de lucro final. O facto de o produto ser considerado de gama alta, dispendioso, econômico, de baixo custo ou com um custo e qualidade intermédios, ajuda a determinar o nível de preço.

### Distribuição
A maneira como o produto é distribuído é também uma decisão individual de cada país, a qual é influenciada pela forma como a concorrência atua junto do mercado-alvo. Pegando novamente no exemplo da Coca-Cola, nem todas as culturas utilizam máquinas de venda automática. Nos Estados Unidos as bebidas são vendidas em paletes, em armazéns de venda ao público. Na Índia não existe essa opção. Nas decisões de distribuição, a posição do produto no mercado local também deve ser considerada. Por exemplo, nos Estados Unidos não é conveniente que um produto de gama alta seja distribuído numa “dollar store”. Da mesma forma, em França, um produto promovido como uma opção de baixo custo, teria um sucesso limitado numa loja de produtos de gama alta.

### Promoção
Numa empresa global, após a pesquisa, criação e desenvolvimento do produto, a promoção (particularmente a publicidade) é geralmente a linha maior de um orçamento de marketing . Nesta fase de desenvolvimento de uma empresa, o objetivo é o marketing integrado. A empresa global procura reduzir custos, minimizar o trabalho e os despedimentos de pessoal, maximizar a velocidade de implementação e falar a uma só voz. Se o objetivo de uma empresa global é divulgar a mesma mensagem por todo o mundo, então o desafio é difundir essa mensagem de forma relevante e envolvente, com uma boa relação custo-eficácia.
Existem técnicas globais de publicidade eficazes. A chave é testar ideias para publicidade, utilizando um sistema de pesquisa de mercado fiável, que forneça resultados que possam ser comparados entre países. A maximização das economias de escala permite identificar os elementos ou momentos de um anúncio que estão a contribuir para o sucesso da marca. Medidas de pesquisa de mercado tais como Fluxo de Atenção, Fluxo de Emoção e momentos da marca, que fornecem pistas sobre o que está a funcionar em determinado anúncio em qualquer país, uma vez que estas medidas são baseadas nos elementos visuais (não-verbais) do anúncio. 

## Vantagens e Desvantagens

### Vantagens
Podemos apresentar o nosso produto através da publicidade, usufruindo das vantagens do mercado global: 
- Economias de escala na produção e distribuição
- Custos de marketing reduzidos
- Potência e alcance
- Consistência na imagem de marca
- Possibilidade de alavancar boas ideias de forma rápida e eficiente
- Uniformização das práticas de marketing
- Ajuda a estabelecer relações fora da “arena política”
- Apoia e incentiva as indústrias subsidiárias a estarem preparadas para atenderem às necessidades do “jogador global”
- Benefícios do marketing digital em relação ao marketing tradicional

#### Alcance
A internet permite às empresas um alcance verdadeiramente global. 
Embora os custos normais dos media limitem este tipo de alcance a grandes multinacionais, o marketing digital abre novas portas a pequenos negócios, com um orçamento muito mais baixo, permitindo-lhes alcançar potenciais consumidores em todo o mundo.

#### Contexto
A Internet permite que o técnico de marketing  chegue aos consumidores através de várias formas e possibilita-lhe oferecer uma gama variada de produtos e serviços. O Marketing digital abrange, entre outros fatores, a gestão da informação, as relações públicas, o serviço de apoio ao cliente e as vendas. Com a gama de novas tecnologias disponíveis em qualquer altura, este alcance certamente irá aumentar.

#### Interatividade
Uma vez que o marketing tradicional se baseia em grande parte em passar a mensagem da marca para o exterior, o Marketing digital facilita a interação entre empresas e consumidores. Através deste canal de comunicação bidirecional, as empresas podem alimentar-se das respostas dos seus consumidores, tornando-os mais dinâmicos e adaptáveis.

#### Vantagem imediata
O marketing na internet é capaz de proporcionar um impacto imediato, de formas nunca antes imaginadas. Imagine que está a ler a sua revista preferida e vê um anúncio de página dupla de algum produto ou serviço, o último modelo de luxo da BMW ou o iPod mais recente da Apple. Através destes media tradicionais, não é fácil para si, o consumidor, avançar para a aquisição real, apenas por ter ouvido falar do produto. O Marketing digital simplifica esse processo, pois permite-lhe marcar um test drive ou encomendar o iPod, apenas com alguns cliques. E tudo isto pode passar-se fora do horário normal de trabalho. Efetivamente, o marketing na internet permite fazer negócio 24 h/dia, 7 dias por semana, em todas as semanas do ano. Ao acabar com a lacuna entre a prestação de informações e provocar uma reação no consumidor, o ciclo econômico do consumidor é acelerado e os gastos em publicidade podem ser um investimento na criação de oportunidades imediatas.

#### Demografia e segmentação
De um modo geral, a demografia da internet é ideal para um técnico de marketing. Os utilizadores da Internet, considerados como um segmento, têm maior poder de compra e em princípio podem ser considerados um grupo populacional tendencialmente de classe média. No entanto, o poder de compra não é tudo. A influência da internet é tal, que os seus utilizadores tendem a organizar-se em grupos mais centrados. Os técnicos de marketing competentes, que sabem onde se devem focar, podem encontrar facilmente o acesso a nichos de mercado que desejam alcançar. 
As "mensagens" de marketing são mais eficazes, quando apresentadas diretamente ao público que provavelmente está mais interessado. A Internet cria o ambiente perfeito para o marketing de nichos, direcionado à segmentos de mercado.

#### Adaptação e marketing de circuito fechado
O marketing digital permite analisar respostas em tempo real e as campanhas podem ser continuamente melhoradas. Juntamente com a vantagem imediata da Internet como um meio, isto significa que existe um desperdício mínimo de gastos em publicidade em campanhas menos eficazes. A eficácia máxima, possibilitada pelo marketing digital, gera novas oportunidades e permite usufruir de vantagens estratégicas competitivas. A combinação de todos estes fatores resulta num melhor retorno financeiro (retorno do investimento), e em última análise traduz-se em mais consumidores, em clientes mais felizes, e numa melhoria do resultado final.
O marketing de circuito fechado exige a medição constante e a análise dos resultados das iniciativas de marketing . Ao testar continuamente a resposta à eficácia de uma campanha, o técnico de marketing pode ser muito mais dinâmico, adaptando-se aos desejos e necessidades do consumidor.

### Desvantagens
- Diferenças nos desejos e necessidades do consumidor  e nos padrões de consumo de produtos
- Diferenças na resposta do consumidor aos compostos do marketing mix
- Diferenças nas marcas e no desenvolvimento de produto e ambiente competitivo
- Diferenças no contexto jurídico que podem entrar em conflito com a legislação do mercado interno
- Diferenças nas instituições disponíveis, que podem levar à criação de novas instituições (por exemplo, infraestruturas)
- Diferenças nos procedimentos administrativos
- Diferenças na distribuição de produtos
- Diferenças entre procedimentos administrativos e distribuição de produtos